# الصراخ في التنس
يُقصد بالصراخ في التنس الصوت العالي الذي يُصدره بعض اللاعبين أثناء تنفيذهم للإرسال أو أثناء ردّهم على الكرات التي يُسدّدها اللاعب المنافس. تُوصف الضوضاء التي يُصدرها اللاعبين خلالَ المباريات بأنها «صراخ فعلي»، حيث يُسمع صوت صراخهم بقوّة خاصة خلال صمتِ الجمهور أثناء فترة اللعب.
تُعتبر مونيكا سيليش و‌جيمي كونرز و‌جون ماكنرو من أوائل اللاعبات واللاعبين الذين مارسوا الصراخ في مباريات التنس ضمنَ ألعاب السيدات والرجال على التوالي، ومن أمثلة لاعبي التنس المعاصرين الذين يصرخون بقوّة خلال مبارياتهم هناك اللاعبتان الأمريكيّتان سيرينا ويليامز وشقيقتها فينوس ويليامز، واللاعبة الروسيّة ماريا شارابوفا بالإضافةِ للنجمة البيلاروسيّة فيكتوريا أزارينكا، ومواطنتها أرينا سابالينكا، أمّا في صفوفِ الرجال فهناك النجم الإسباني رافاييل نادال، والبريطاني آندي موراي، فضلًا عن النجم الصربي نوفاك دجوكوفيتش، والإسباني الآخر كارلوس ألكاراز، بالإضافة لللاعب النمساوي دومينيك ثيم، ثمّ الإسباني ديفيد فيرير، والبرازيلي غوستافو كويرتن وآخرين. قلَّلَ بعضُ اللاعبين مع تقدم مسيرتهم المهنيّة في عالم التنس على غرار نوفاك دجوكوفيتش الذي كان يصرخُ بقوّة وكثرة خلال مبارياته في سنينه الأولى في عالم التنس لكنّه قلّل من الصراخ بشكل ملحوظ مع تقدمه في مسيرته.
في بطولة أمريكا المفتوحة عام 1988، اشتكى إيفان ليندل من صراخِ اللاعب أندريه أغاسي، حيث اعترفَ وبصريح العبارة أنّ أغاسي حين يُسجّل نقطة ما فهو يحتفلُ بالصراخ بقوّة ويأخذُ بعض الثواني من الوقت المخصّص لليندل للإرسال، ثمّ تكرر الأمر في بطولة فرنسا المفتوحة عام 2009 حيثُ اشتكت اللاعبة الفرنسيّة أرافان رضائي إلى الحكم بشأن صراخ البرتغاليّة ميشيل لارشر دي بريتو، مما اضطرَّ الحكم إلى استدعاء المشرف والقائم على البطولة للنظر في الموضوع، ومع ذلك فلم يُتخذ أيُّ إجراءٍ ضد لارشر دي بريتو لكنّها عانت من صيحات استهجان الجمهور. ترى لاعبة التنس المخضرمة مارتينا نافراتيلوفا أنّ الصراخ هو شكلٌ من أشكال الغش حيثُ صرَّحت : «لقد وصلَ الصراخُ إلى مستوى غير مقبول. إنه غشٌ واضح وبسيط. لقد حانَ الوقت لفعلِ شيءٍ ما!»، ثمّ استشهدت أيضًا بروجر فيدرر كمثالٍ للاعب الناجح الذي لا يُصدر صوتًا قويًا خلال مبارياته وأضافت: «روجر فيدرر لا يُصدر ضجيجًا عندما يضرب الكرة. اذهب واستمع له [خلال مبارياته]». لم يقتصر قلقُ نافراتيلوفا من مسألة الصراخ كونه يتسبب في الانزعاج وربما الإلهاء فحسب، بل ترى اللاعبة المخضرمَة أنّ الصراخ يطغى على صوتِ الكرة الخارجة من المضرب ما يمنعُ الخصم المتمرّس من التركيز على الصوت ومعرفة ما إذا كانت الكرة في حاجة للردِّ بقوة أو الرجوع للخلف لاستقبالها بشكل أفضل وما إلى ذلك. لاعبٌ سابقٌ آخر هو كريس إيفرت لم يصل إلى حدِّ وصف الأمر بأنه غش لكنه قال: «لن أذهبَ إلى هذا الحد [لأقول إنه غش] ولكّني أعتقدُ أن الهمهمات أصبحت أعلى وأكثر حدة الآن مع اللاعبين الحاليين».
على الجانبِ المقابل فقد دافعَ بعض لاعبي التنس عن مسألة الصراخ خلال المباريات، فقالت ميشيل لارشر دي بريتو، التي وصل صراخها ذات مرّة لـ 109 ديسيبل: «إذا لم يُعجَب الناس بشخيري، فيمكنهم المغادرة دائمًا!»، وقالت في مقابلة أخرى: «لا أحد يستطيعُ أن يطلب منّي التوقف عن الصراخ. التنس رياضة فردية وأنا لاعبةٌ فرديّة. إذا اضطروا إلى تغريمي، فليتفضلوا، لأنني أفضّل أن يتم تغريمي بدلًا من خسارة المباراة في حالة ما اضطررتُ إلى التوقف عن الصراخ». صرحت بطلة ويمبلدون السابقة ماريا شارابوفا: «لقد تعودتُ على ل الصراخ منذ أن بدأتُ لعب التنس ولن أتغيّر»، فيمَا قالت سيرينا ويليامز إن صراخ المنافسين لا يؤثر عليها حيث قالت: «أنا فقط ألعبُ لعبتي وأحيانًا أصرخُ وأحيانًا لا أفعل ذلك. لا أكون واعيةً عندما أفعل ذلك [وعليه] فإني لا أتأثر حقًا إذا كان خصمي يصرخ».
لاحظَ بعض اللاعبين والمعلقين العلاقة بين الصراخ وبين اللاعبين الذي أشرفَ على تدريبهم مدرب التنس المحترف نيك بوليتيري، فهو الذي قام شخصيًا بتدريب غالبية لاعبي التنس الذين يُصدرون صوتًا عاليًا في المباريات ويثيرون الجدل بما في ذلك لارشر دي بريتو، سيليش، شارابوفا، أغاسي، والشقيقتين ويليامز، مما أدى إلى اتهامات متكررة له بأنه قام بتدريس الصراخِ عمدًا كتكتيكٍ جديدٍ من أجل منح جيله الأخير من الطلاب ميزةً في اللعب التنافسي. نفى بوليتيري تدريس الصراخ كوسيلةٍ لتشتيت الانتباه، وقال إن الصوت العالي أمرٌ طبيعي مفضّلًا استعمال كلمات أخرى أقلّ وقعًا من عبارة الصراخ، كما قارنَ بين التنس ورياضات أخرى على غِرار رفع الأثقال أو تمرين القرفصاء أو لاعب الجولف عندما ينفذ التسديدة أو لاعب الهوكي معتبرًا أنّ صراخهم أو صوتهم العالي هو بمثابةِ إطلاقٍ للطاقة بطريقة بنّاءة. اتهمت اللاعبة الدنماركية كارولين وزنياكي (المصنفة الأولى عالميًا آنذاك) عام 2011 طلاب بوليتييري علنًا بالغش عن طريق الصراخ وإصدار صوت عالي خلال المباريات، ما دفعَ رئيسة رابطة محترفات التنس ستايسي ألاستر للتصريحِ بأنّ الاتحاد سوف يتحدث إلى أكاديمية بوليتييري حول إمكانيّة السيطرة على هذا الموضوع وكيف يُمكن القضاء على الصراخِ كليًا وسطَ الجيل القادم من اللاعبين. بعد عام واحد فقط من هذه الواقعة، أصدرَ قسمٌ من أكاديمية بوليتيري وثيقةً تصفُ الصراخ بأنّه «غير رياضي» مع الاعترافِ بأنه يمنعُ سماع صوت الضربة (كما لاحظت نافراتيلوفا)، مما يؤدي إلى إبطاء وقت الاستجابة من اللاعب الخصم وقد يرفعُ من نسبة ارتكابه للخطأ.
تعتقدُ لويز ديلي، عالمة النفس الرياضي في جامعة روهامبتون، أن الصراخ هو جزءٌ من إيقاع لاعبي التنس وتقول: «إنّ توقيت الصراخ يُساعدهم في تحديد إيقاع كيفية ضربهم وكيفية إيقاع الأشياء»، وتعتقد أيضًا أن حظر الصراخ أو الصوت ليس هو الحل فتشرح: «قد يشعرون على الملعب أنّ الصراخ سيكون بمثابة عرقلة أو خطأ [في حالة الحظر]، مع أنّه أنه جزء لا يتجزأ من ما يفعلونه»، أمّا بروس لين، عالم وظائف الأعضاء في جامعة كوليدج لندن فيرى أنّ ردود الفعل حول قضية الصراخ والصوت العالي قد يكون لها تأثيرٌ على اللعب حيث قارن بين حركة الساق والضغط على الأسنان وبين تسديد الكرات في التنس والصراخ خلال ذلك: «إذا كنت تنظر إلى ردود الفعل في الساقين وطلبت من شخصٍ ما أن يضمَّ أسنانه بقوّة، فصدق أو لا تصدق، فإن ردود الفعل في ساقيه تُصبح أكثر نشاطًا، وهذه مشكلة معروفة تسمى التعزيز».